# Tunnel Mappo-Morettina
Le tunnel Mappo-Morettina (en italien Galleria Mappo-Morettina) est un tunnel semi-autoroutier à un tube faisant partie du contournement de Locarno, Muralto et Minusio au travers de la semi-autoroute cantonale A13 (N13) et situé dans le canton du Tessin en Suisse. D'une longueur de 5 518 mètres, il est ouvert à la circulation depuis le 13 juin 1996.

## Situation
Le portail Est Mappo du tunnel se situe au sud de Tenero à la demi-jonction d'Orselina de la semi-autoroute cantonale A13/N13 qui connecte avec la route principale 13.
Le portail Ouest Morettina, au sud-ouest du centre-ville de Locarno sur la rive gauche de la Maggia, est à la jonction Locarno qui marque la fin de l'A13 et qui connecte avec la route principale 13.

## Historique
Le 10 décembre 2012, la semi-autoroute cantonale A13, avec le tunnel Mappo-Morettina, est intégrée à la route nationale 13 principalement constituée de l'autoroute A13.